# Peru ved sommer-OL 2024
Peru deltog i sommer-OL 2024 i Paris, Frankrig, fra den 26. juli til den 11. august 2024.
Stefano Peschiera tog bronze for Peru i sejlads i kategorien herrernes ILCA 7.

## Medaljer
| 2024 Paris | Guld | Sølv | Bronze | Total |
| Peru       | 0    | 0    | 1      | 1     |

### Medaljevinderne
| Peru under sommer-OL 2024 i Paris | Peru under sommer-OL 2024 i Paris | Peru under sommer-OL 2024 i Paris | Peru under sommer-OL 2024 i Paris | Peru under sommer-OL 2024 i Paris |
| Medalje                           | Navn                              | Sport                             | Event                             | Dato                              |
| --------------------------------- | --------------------------------- | --------------------------------- | --------------------------------- | --------------------------------- |
| Bronze                            | Stefano Peschiera                 | Sejlsport                         | Herrernes ILCA 7                  | 7. august                         |